# Предслава Рюриковна
Предслава Рюриковна — княжна смоленская и княгиня волынская, дочь Рюрика Ростиславича овручского и киевского и туровской княжны Анны Юрьевны, 1-я жена Романа Мстиславича волынского. Годы жизни и дата бракосочетания неизвестны. Исходя из датировки первого брака её отца должна была родиться не ранее 1163 года (то есть была младше Романа как минимум на 13 лет).
Развод произошёл во время междоусобицы 1195—1196 годов, когда Рюрик лишил Романа владений на Киевщине, данных ему незадолго до этого, после смерти Святослава Всеволодовича.
На новом витке борьбы, после вокняжения в Галиче, Роман изгнал тестя из Киева, а затем в 1204 году во время  переговоров в Треполе о волостях захватил его и постриг его в монахи вместе с его женой Анной и дочерью Предславой. Двух сыновей Рюрика Роман увёл как пленников в Галич. Дальнейшая судьба Предславы неизвестна. Её отец при получении известий о гибели Романа в Польше (1205) сбросил схиму и вернулся на киевский престол.

## Дети
- Феодора — c 1187/1188 (?) замужем за Василько, сыном Владимира Ярославича Галицкого. Из-за интриг её отца муж был вынужден бежать из Галича, причём галичане помешали ей уехать вместе с мужем в изгнание, и брак был фактически расторгнут[1]
- Елена? — с 1188—1211 годов замужем за Михаилом Всеволодовичем, сыном Всеволода Чермного. По версии, датирующей рождение Михаила 1185 годом, брак состоялся в 1211 году[2], и Елена могла быть дочерью второй жены Романа.
- Саломея Романовна? — первая жена Святополка Померанского